# Umar at-Talmasani

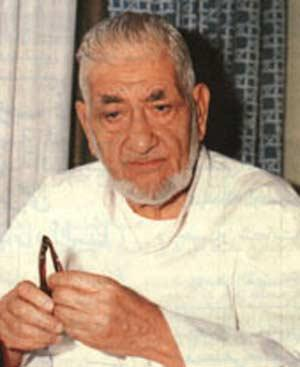
Umar at-Talmasani

Umar at-Talmasani (* 4. November 1904 in Kairo; † 22. Mai 1986, arabisch عمر التلمساني, DMG ʿUmar at-Talmasānī) war der dritte Oberste Führer (Murschid al-'Amm) der ägyptischen Muslimbruderschaft. Er leitete die islamistische Organisation von 1972 bis 1986. At-Talmasani (sein Name ist eine Variation von Tlemceni, was auf seine familiäre Herkunft aus der westalgerischen Stadt gleichen Namens hindeutet) führte die Organisation während einer Periode der Kooperation und, wie einige Beobachter nahelegen, der Kooptation mit dem ägyptischen Staat. Obwohl die Bruderschaft nicht wirklich legal während at-Talmasanis Amtszeit war, so wurde sie doch von Präsident Anwar as-Sadat als Bollwerk gegen linke Opponenten und noch extremere Islamisten toleriert und gefördert. Dies lag unter anderem daran, dass At-Talmasani öffentlich die Gewaltlosigkeit seiner Muslimbruderschaft hervorgehoben hatte.

## Leben
At-Talmasani wurde 1904 im Kairoer Bezirk Darb al-Ahmar geboren. Als Anwalt trat er 1933 den Muslimbrüdern bei und wurde von deren Gründer und Obersten Führer Hassan al-Banna in die Organisation eingeführt.
Er entstammt einer bekannten Familie von Grundbesitzern, welche 300 Feddan Land und sieben Häuser besaßen. Sein Stellvertreter und späterer Nachfolger im Amt des Obersten Führers, Mustafa Maschhur, gehörte ebenso einer Familie wohlhabender Landbesitzer an. Ihre Bekanntheit und ihr sozialer Status führten den Historiker Robert Springborg Ende der 1980er zu dem Schluss, dass „in vernünftiger Weise behauptet werden kann, dass die, die gegenwärtig die Muslimbrüder leiten, einer islamischen Infitah-Bourgeoisie entstammen, und die Organisation mittels Ressourcen, die sie durch die Zusammenarbeit mit dem Sadat-Regime erlangten, 'gekauft' haben“.

## Ansichten
„We condemn the U.S. and Russian attitudes to us and we will reject, resist, and use every means to preserve our rights.“

„The U.S. attitude is motivated by several factors, but the most important, in my view, is religious fanaticism. […] This attitude is a continuation of the crusader invasion of a thousand years ago.“